# Докторовичи (Копыльский район)
Докторовичи (бел. До́ктаравічы) — деревня в Копыльском районе Минской области Белоруссии. В составе Докторовичского сельсовета.

## География
Пролегает дорога Н-8542.
Рядом расположен агрогородок Новые Докторовичи.
Протекает река Морочь.

## История
В 1908 году в Романовской волости Слуцкого уезда Минской губернии.

## Население
- 2009 год — 201 жителей (перепись населения)[2]
- 2019 год — 140 жителей (перепись населения)

## Культура
- Музей ГУО «Докторовичская средняя школа»

## Достопримечательности
- Памятник землякам
- Мемориальная доска в Докторовичской средней школе в честь Героя Советского Союза Товпеко А. Г.

## Известные лица
- Рейтан, Доминик (1783—1851) — военный деятель, участник франко-русской войны 1812 года, племянник Тадеуша Рейтана.
- Товпеко (Толпеко), Александр Григорьевич (1907/1914—1944) — участник Великой Отечественной войны, Герой Советского Союза (1944).
- Черкас, Леонид Антонович (1937—2011) — белорусский математик, специалист в области качественной теории и теории бифуркаций автономных систем на плоскости.